# Кушелга
Кушелга (чув. Хӑвӑлçырма) — село в Яльчикском районе Чувашской республики Российской Федерации. Входит в состав Кильдюшевского сельского поселения.

## География
Село расположено на обеих берегах реки Пушсирма.

## История
В составе Утинской волости Свияжского уезда, Новошимкуской волости Тетюшского уезда в 17 веке — 1920, Тетюшского кантона — 1920—1921, Батыревского уезда — 1921—1927, Малояльчиковского района — 1927—1935, Яльчиковского — 1935—1962, с 1965, Батыревского — 1962—1965. С 1965 в Яльчикском районе.

## Население
| 2010 | 2012 |
| ---- | ---- |
| 417  | ↗425 |

## Известные уроженцы, жители
Семенов Владимир Николаевич — российский государственный и муниципальный деятель.

## Инфраструктура
Основа экономики — сельское хозяйство.
Сельский дом культуры. Медицинский пункт. Кушелгинская основная общеобразовательная школа. Пожарная часть.
Воинам-односельчанам, павшим в годы Великой Отечественной войны. Церковь Троицы Живоначальной.

## Транспорт
Остановка общественного транспорта «Кушелга».